# Susan James (Leichtathletin)
Susan James (* 8. September 1955) ist eine ehemalige britische Speerwerferin.
Bei den British Commonwealth Games 1974 in Christchurch wurde sie für Wales startend Achte.
Von 1973 bis 1975 wurde sie dreimal in Folge Walisische Meisterin. Ihre persönliche Bestleistung von 46,70 m stellte sie am 17. Juni 1973 in Yeovil auf.